# Onychoteuthidae
Onychoteuthidae is een familie van weekdieren uit de klasse van de Cephalopoda (inktvissen).

## Geslachten
- Ancistroteuthis Gray, 1849
- Filippovia Bolstad, 2010
- Kondakovia Filippova, 1972
- Notonykia Nesis, Roeleveld & Nikitina, 1998
- Onychoteuthis Lichtenstein, 1818
- Onykia Lesueur, 1821
- Walvisteuthis Nesis & Nikitina, 1986